# Посольство Ирака в России
Посольство Ирака в Российской Федерации (араб. سفارة العراق في روسيا‎) расположено в Москве на Погодинской улице, д. 12, рядом с Большим Саввинским переулком (в Хамовниках).
Посол Ирака в Российской Федерации: Хайдар Мансур Хади Аль-Азари.
Дипломатические отношения СССР с Ираком установлены 9 сентября 1944 года. В 1955 году они были прерваны иракским монархическим режимом и восстановлены в июле 1958 года после его свержения.
Индекс автомобильных дипломатических номеров посольства — 035.

## Послы Ирака в России
- Абдул Вахаб Махмуд (1959—1962)
- Шатель Така (1969—1971)
- Муртада Саид Абдель Баки аль-Хадити (1971—197?)
- Фазель аль-Аззави (1979—1984)
- Саад Абдель Маджид аль-Фейсал (1984—1987)
- Нури Бадран (1987—1989)
- Гафель Джасем Хусейн (1989—1994)
- Хасан Фахми Джумаа (1994—2000)
- Самир Абдул Азиз аль-Наджим (2000—2002)
- Аббас Халаф Кунфуд (2002—2003)
- Хишам Абдель Раззак Ибрагим (2003, врем. поверенный)
- Абделькерим Хашем Мустафа (2003—2010)
- Фаик Ферик Абдельазиз Нервеи (2010—2013)
- Исмаил Шафик Мохсен (2013—2016)
- Хайдар Мансур Хади (2016—2019)
- Абдулрахман Хамид Мохаммед аль-Хуссайни (2019—2023)
- Кахтан Таха Халаф Джанаби (2023—2024)
- Хайдар Мансур Хади Аль-Азари (с 2024)